# شينا ماري
شينا ماري جانكان شاي (بالإنجليزية: Scheana Marie)‏ (ولدت في 7 مايو 1985) ممثلة وعارضة أزياء أمريكية شاركت في مسلسل الواقع قوانين فاندربامب (2013).

## نشأتها والتعليم
ولدت شينا شينا ماري جانكان، وتخرجت مع دفعة عام 2002 من مدرسة الأسقف أمات التذكارية الثانوية في لا بوينتي ، كاليفورنيا. في عام 2006 ، تخرجت بدرجة البكالوريوس في الصحافة الإذاعية من جامعة أزوسا باسيفيك. عملت في سلسلة مطاعم هوترز خلال سنوات المراهقة المتأخرة.

## روابط خارجية
- شينا ماري على موقع IMDb (الإنجليزية)
- شينا ماري على موقع قاعدة بيانات الفيلم (الإنجليزية)